# Altsteußlingen
Altsteußlingen (mit dem Weiler Briel) ist ein Teilort der Großen Kreisstadt Ehingen (Donau) im Alb-Donau-Kreis in Baden-Württemberg. Die frühere Gemeinde wurde im Jahr 1972 nach Ehingen eingemeindet. Ortsvorsteher ist Josef Huber (Stand: 2024).

## Geschichte
Das Dorf Altsteußlingen wurde schon um 776 als Stiozaringas genannt und war der namengebende Sitz der Edelfreien von Steußlingen. Die Erzbischöfe Anno von Köln († 1075) und Werner von Magdeburg († 1078) zählen zu dieser Familie. Anno wurde vermutlich in Altsteußlingen geboren und 1183 heiliggesprochen.
Im Jahre 1270 übertrug Egilolf von Steußlingen alle seine Eigengüter an die Grafen von Württemberg, welche ihn und seine Nachkommen auf ewige Zeit wieder damit belehnten. Zur Herrschaft Steußlingen gehörten die Burgen Altsteußlingen und Neusteußlingen.
Erben der Herren von Steußlingen wurde seit Anfang des 14. Jahrhunderts die Familie von Freyberg. Das steußlingische Territorium wurde später in die beiden Gebiete Alt- und Neusteußlingen geteilt. Das Dorf Altsteußlingen (mit Briel und der Burg Altsteußlingen) kam 1391 in die Hand Ehinger Bürger. Seit dem 15. Jahrhundert war das Ehinger Spital Inhaber dieses Teils, und die Stadt Ehingen wurde mit der Nieder- und Hoch- bzw. Blutgerichtsbarkeit belehnt. Der nördliche Teil des steußlingischen Territoriums verblieb in den Händen der Familie von Freyberg, und zwar der sogenannten Linie der „Freyberg zu Neusteußlingen“. Zentrum dieser Herrschaft war das Schloss Neusteußlingen. Diese Linie starb 1581 mit Hans Pankraz von Freyberg im Mannesstamme aus, worauf Württemberg, welches seit 1270 oberster Lehensherr war, das Lehen einzog, welches heftigen Rechtsstreit entzündete. 1806 kam Altsteußlingen im Königreich Württemberg zum Oberamt Ehingen, 1938 zum Landkreis Ehingen.

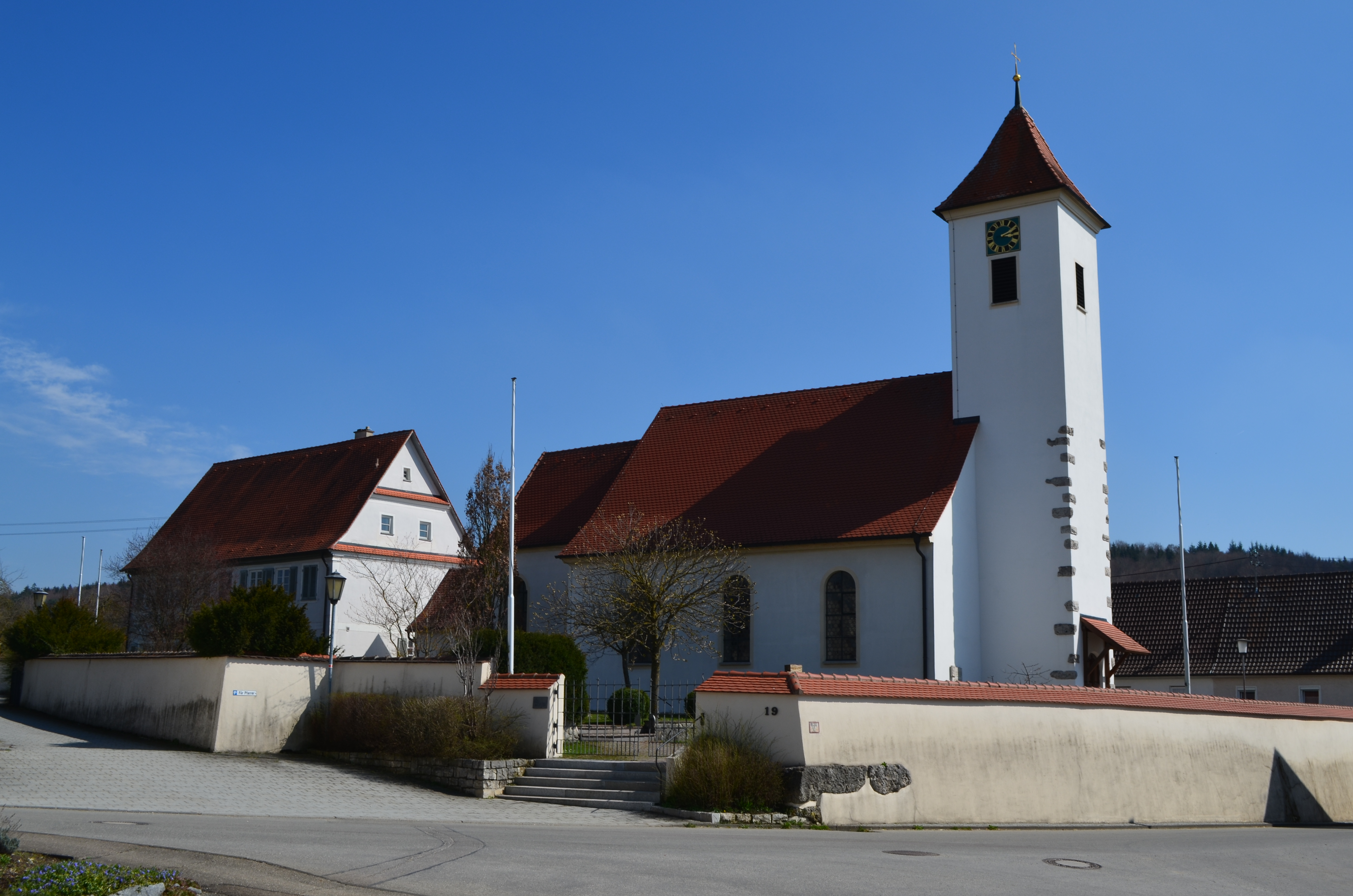
Altsteußlingen, Dorfkirche St.Martin

Die Altsteußlinger Dorfkirche St. Martin wurde wie der Ort im Jahr 776 erwähnt, Pfarrkirche war sie nachweislich vom Jahr 1152 an. Der gotische Chor wurde vom vorherigen Bau übernommen, die übrigen Bauteile stammen dagegen aus den Jahren 1756/59. Der Turm wurde im Jahr 1970 nach dem alten Vorbild erneuert.
Die Gemeinde Altsteußlingen wurde am 1. Oktober 1972 nach Ehingen eingemeindet.

## Politik

### Ortschaftsrat
Dem Ortschaftsrat gehören nach der Kommunalwahl vom 9. Juni 2024 mit dem Ortsvorsteher als Vorsitzenden acht Mitglieder an.
| Partei      | Stimmen | Sitze |
| Bürgerliste | 96,46 % | 8     |